# Gustave Thérond
Pour les articles homonymes, voir Thérond.
Gustave Thérond, en occitan Gustau Terond, né le 10 décembre 1866 à Saint-Martin-de-Londres et mort le 30 mai 1941 à Sète, est un écrivain, conteur et félibre français de la région montpelliéraine. Dans ses écrits, il a souvent utilisé le surnom Biscam pas. Il a au cours de sa vie participé activement au maintien de la langue occitane, et plus précisément du dialecte languedocien. 

## Biographie
Gustave Thérond nait à Saint-Martin-de-Londres le 10 décembre 1866. Après l'école normale effectuée à Montpellier, il devient instituteur à Saint-Pargoire puis à Cette entre 1890 et 1928. Il est élu Majoral du Félibrige du Cigalo Roumano, o de Valergue à partir de 1902, à la suite de Jean Laurès. Il est l'un des créateurs de l'Almanac setòri en 1894,. D'obédience socialiste, il est proche de Jaurès et milite pour que la section de Sète adhère à l'Internationale communiste. Il est également l'un des fondateurs du Parti Communiste Français de Sète bien qu'il s'en soit éloigné à partir de 1925.
Il rédige un ouvrage de grammaire sur le parler de Sète qu'il présente à la Société des Langues Romanes lors de l'encastrement du Prix Boucherie en 1900 mais qui n'est pas publié. L'ouvrage reste inédit jusqu'en 2002, lorsque le texte original est récupéré au Cirdòc par le Cercle occitan Setòri ainsi que Gaston Bazalgues et publié sous le titre Éléments de grammaire languedocienne (1900) : dialecte languedocien cettois. Il publie plusieurs nouvelles dans des revues telles que La Cigala d'Aur, La Tèrra d'òc, La Revue Méridionale, Le Réformiste, Le Midi mondain etc.
Il prend sa retraite d'instituteur et de directeur d'école en 1928. Il meurt le 30 mai 1941 à Sète et est enterré au Cimetière marin de Sète. Un chemin proche du Mont Saint-Clair porte son surnom.

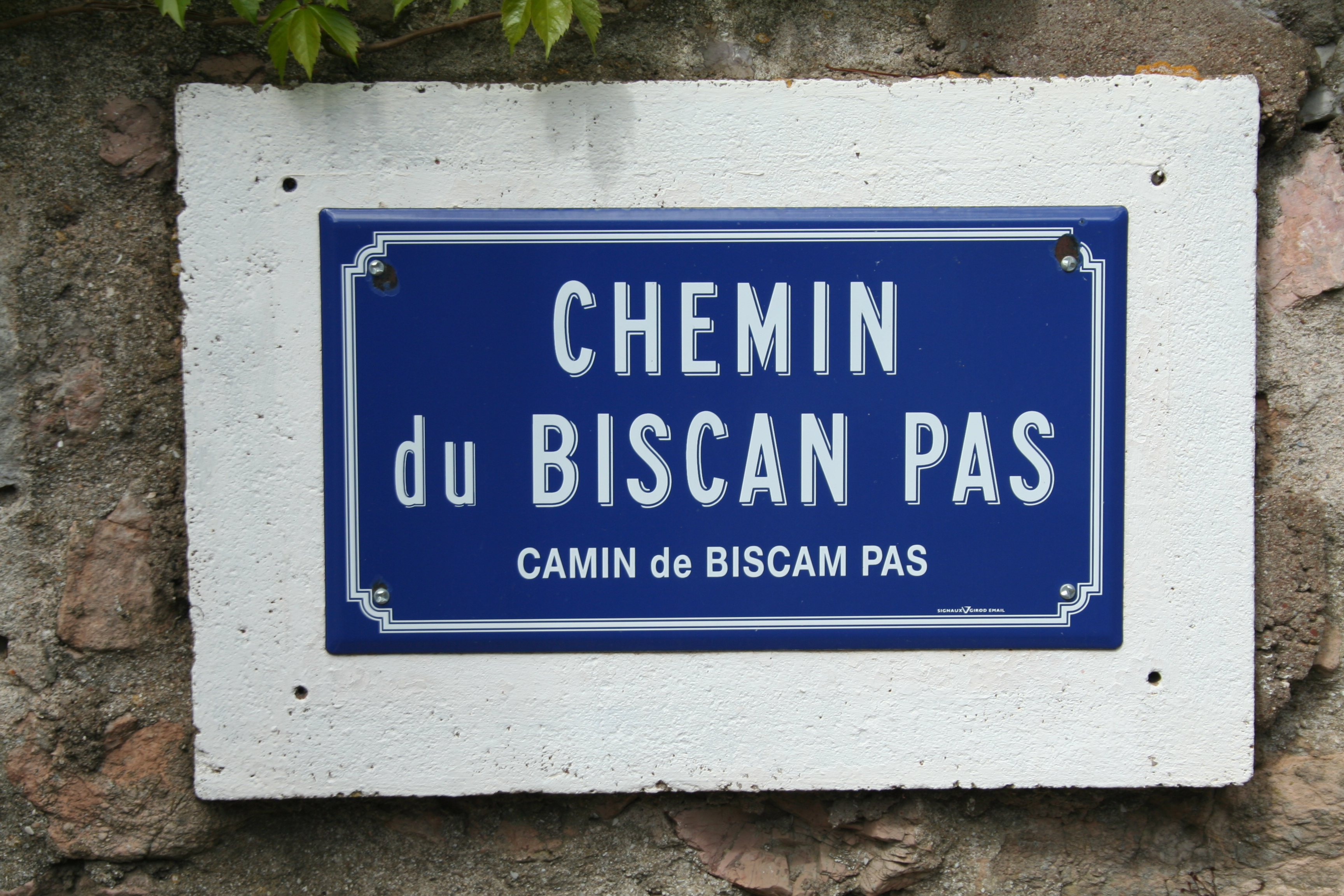
Camin de Biscam Pas, où Thérond avait une "barraqueta"

## Œuvres
- (oc + fr) « Còntes lengadocians: Dau Puòg de Sant Lop au Puòg de Sant Clar », Revue des langues romanes / publiée par la Société pour l'étude des langues romanes,‎ 1900, p. 325-350, 385-428 (lire en ligne sur Gallica).
- Contes du Gai Pays de Sète, Nîmes, Editions Méridionales, 1939, 297 p. (OCLC 742961661).
- Éléments de grammaire languedocienne (1900) : dialecte languedocien cettois, Puèglaurenç, Inst. d'Études Occitanes, 2002, 254 p. (ISBN 9782859103071, présentation en ligne).
- Siám de Seta, siám de Sant Clar, chanson